# Anandamayi Ma

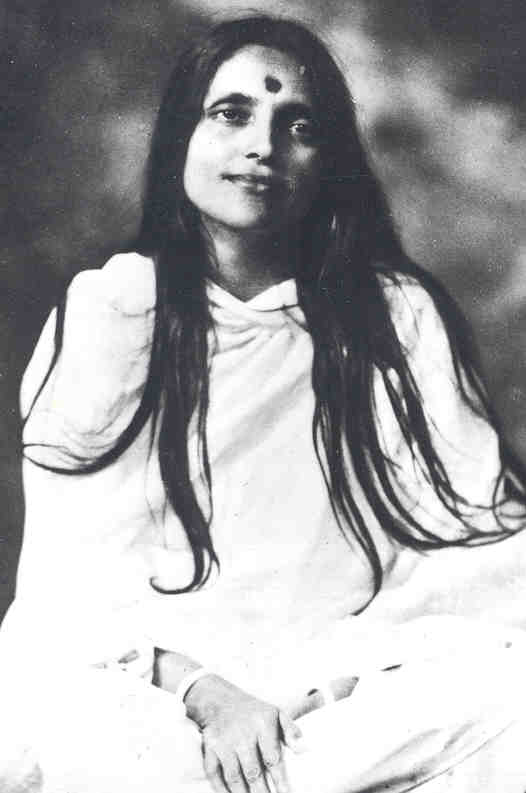
Sri Anandamayi Ma

Sri Anandamayi Ma (Bengalisch: আনন্দময়ী মা, Ānandamaẏī Mā; * 30. April 1896 als Nirmalā Sundarī Devi; † 27. August 1982) war eine religiöse Führerin und zählt zu den bekanntesten hinduistischen Frauen Indiens des 20. Jahrhunderts, in dem weibliche Meisterinnen sozio-religiös wenig anerkannt waren. Unter ihren Anhängern waren Persönlichkeiten wie Indira Gandhi. Ihr Einfluss auf die Gesellschaft zeigt sich bis heute daran, dass ihre Grabstätte (samādhī) in Haridwar verehrt wird, wie es gewöhnlich nur männlichen Meistern vorbehalten ist.

## Leben

### Kindheit und Jugend (1896–1913)
Anandamayi Ma kam am 1. Mai 1896 als Kind von Bepin Behari Bhattacharj und Moksada Sundari in Kheora, einer ländlichen Gegend des damaligen Ostbengalens (heute Bangladesch), zur Welt und erhielt den Namen Nirmalā Sundarī Devi. Kheora ist das Heimatdorf ihrer Verwandten väterlicherseits. Es war eine Welt, die von der britischen Kolonialregierung in dieser Zeit beinahe unberührt und durch eine friedliche, aber klar gesonderte Koexistenz einer muslimischen Mehrheit und einer hinduistischen Minderheit gekennzeichnet war.
Obwohl Nirmala Sundaris Eltern aus angesehenen Brahmanen-Familien entstammten, wuchs sie in ärmlichen Verhältnissen auf. Ihre Mutter gebar nach Nirmala Sundari drei Söhne, die allesamt im Säuglings- oder Kleinkindesalter verstarben. Dies war gemäß Anandamayi Mas autobiographischen Schilderungen in Mother Reveals Herself der Hauptgrund, weshalb Nirmala Sundari kaum die Schulbank drückte: Niemand konnte sie auf dem langen Schulweg zur Schule begleiten.
Der orthodox-brahmanischen Sitte ihrer Zeit entsprechend, wurde Nirmala Sundari im frühen Alter von 12 Jahren und 10 Monaten mit ihrem 15 Jahre älteren Mann Ramani Mohan Cakravarti verheiratet, dem sie später den Namen Bholanath gab. Während der ersten vier Jahre nach ihrer Heirat lebte Nirmala Sundari immer wieder für einige Monate im Hause ihres Ehegattens in Astagram im Distrikt Kishoreganj und dann wieder für längere Zeit in ihrem Elternhaus in Vidyakut im heutigen indischen Bundesstaat Tripura. Die Zeit im Hause ihres Ehemannes war von stundenlanger, harter Haushaltsarbeit geprägt, die an Nirmala Sundaris zartem Körper Spuren hinterließen. Im Hause ihrer Eltern hingegen gab es wenig Haushaltsarbeiten. Dort begann die junge Nirmala Sundari, unbemerkt von ihrer Umgebung, den heiligen Namen Krishnas zu wiederholen (harinām).

### Astagram (1913–1914)
Diese Praxis intensivierte sich mit den Jahren, und als Nirmala Sundari im Alter von siebzehn Jahren im Juni 1913 wieder zu ihrem Ehemann nach Astagram zog, manifestierte sie erstmals auch in der Öffentlichkeit Symptome religiöser Ekstase, die mit außergewöhnlichen psycho-energetischen und körperlichen Phänomenen einhergingen. Ihre Eltern wurden daraufhin von den Dorfbewohnern informiert, dass Nirmala Sundari „hysterisch“ geworden sei. Ihr Ehemann nahm sie aber in Schutz und meldete seinen Schwiegereltern, dass Nirmala vollkommen gesund sei. Während des anderthalbjährigen Aufenthaltes in Astagram dämmerte es Mohan Cakravarti wahrscheinlich, dass ein normales Familienleben mit Nirmala Sundari nicht möglich sein würde. Denn gemäß der damaligen Sitte und der sozio-religiösen Erwartung hätte die Ehe schon kurz nach der Heirat physisch vollzogen werden können. Dies war aber, gemäß Anandamayi Mas eigenen Aussagen, aufgrund ihrer ekstatischen Zustände und ihrer spirituellen Entrückung absolut unmöglich.

### Bajitpur (1918–1924)
Nach einem mehrjährigen Aufenthalt im Hause ihrer Eltern, wo es Nirmala Sundari gelang, ihre ekstatischen Zustände der Gottesliebe (bhakti) zu verbergen, zog sie 1918 endgültig mit ihrem Ehemann nach Bajitpur im Distrikt Kishoreganj, wo letzterer arbeitete. Bholanath war etwas besorgt, als Nirmala Sundari dort Ende 1918 beim Hören von kirtan – dem gemeinsamen Singen der Gottesnamen – wieder in spirituelle Verzückung (bhāva) geriet, auf den Boden fiel und manchmal erst nach Stunden wieder zum alltäglichen Bewusstsein gebracht werden konnte. Gemäß ihren spirituellen Biographen war Nirmala Sundari ab Ende 1918 nachts vollkommen im Gottesnamen (harinām) versunken, welcher ohne Anstrengung und im Einklang mit dem Ein- und Ausatmen emanierte. Dabei sollen sich auch spontan yogische Körperstellungen (āsanas) manifestiert haben:
„Manchmal streckten sich die Beine von allein und formten sich dann ohne Hilfe der Hände allmählich zum Lotossitz oder zu einer anderen Körperstellung. […] Als der Körper völlig still wurde und für eine Weile sitzend verweilte, legte ich mich schlafen. Am nächsten Morgen als ich früh aufstand, fühlte sich der Körper leicht an und von den Füßen bis zum Kopf durchflutete mich eine Welle der Glückseligkeit. Von dieser Art und Weise war die Erfahrung. Tag und Nacht durchdrang mich ein übervolles Licht der Glückseligkeit.“
In den Bajitpur-Jahren sind vor allem zwei Ereignisse zu nennen, die Anandamayi Ma später als Ausdruck eines „spontanen Entfaltungsprozesses spiritueller Praxis“ (sādhanā-līlā) beschrieb: Nirmala Sundaris Selbstinitiation und die durch Nirmala Sundari vollzogene Initiation ihres Ehemannes. Ersterer soll gemäß Hagiographie ein mehrjähriger Prozess vorausgegangen sein, bei der die Frage nach dem Wesen der Initiation (dīkṣā) in ihrem Inneren auftauchte. Diese Frage wurde für Nirmala Sundari beim Zeitpunkt ihrer spontanen Selbstinitiation im August 1922 mit der inneren Einsicht beantwortet, „dass demjenigen, der sich nach Initiation sehnt, Gott (bhagvan) selbst in der Form der Initiation erscheint.“ Dementsprechend berichten die Hagiographen, dass Nirmala Sundari in meditativer Versenkung die heilige Initiations-Silbe (mantra) vom Nabelbereich ausgehend emanieren sah, welche dann mit zunehmender Kraft hochstieg und sich zuletzt durch den Mund als hörbaren Klang vokalisierte. Einige Monate nach Nirmala Sundaris Selbstinitiation ließ sie ihren Ehemann von der Arbeit zu sich rufen, um ihn – wie von ihr früher prophezeit – als ihren Schüler zu initiieren. Dieser gehorchte nach erstem Zögern und wurde am 1. Dezember 1922 von Nirmala Sundari eingeweiht.

### Von Nirmala zur Ma von Dhaka (1924–1932)
Nirmala Sundaris Ehemann wurde von seinem Arbeitgeber im Frühjahr 1924 kurzfristig nach Dhaka gerufen und fand nach kurzer Zeit eine neue Anstellung als Parkwächter des Shahbag-Gartens, der ursprünglich zu Ehren eines muslimischen Fakirs gebaut wurde. Es waren die Jahre im Shahbag-Garten, in denen Nirmala Sundari als spirituelle Autorität von einer Vielzahl von Menschen – nicht nur aus der oberen Mittelschicht – anerkannt und weitläufiger als Anandamayi Ma bekannt wurde. So begann sich in der Region herumzusprechen, dass im Shahbag-Garten eine außergewöhnliche „Mutter“ (māta) lebte. Anandamayi Ma – die aufgrund ihrer ekstatischen Zustände göttlicher Versenkung (bhāva/unmāda) und ihren spirituellen Kräften (siddhi) dort mehr und mehr Bekanntheit erlangte, wurde auch von Menschen aufgesucht, die sie baten, kranke Familienmitglieder zu heilen.
Dennoch erwies sich die Beziehung zwischen Anandamayi Ma und ihrem Ehemann Bholanath, der schon 1922 seine Ehefrau als spirituelle Lehrerin (guru) anerkannte, nicht immer als spannungsfrei, wie Anandamayi Ma später berichtete. Zu einem Eklat kam es kurz nach der Eröffnung des ersten größeren Anandamayi Ma-Ashrams am 2. Mai 1929. Anandamayi Ma soll am Tag danach den inneren göttlichen Impuls (kheyāl) gehabt haben, nur in Begleitung ihres Vaters und einer weiteren Person – ohne ihren Ehemann! – herumzureisen. Ihr Ehemann widersetzte sich zuerst dem Willen seiner spirituellen Lehrerin und Ehefrau und konnte nur aufgrund Anandamayi Mas kraftvoller Unnachgiebigkeit dazu gebracht werden, in Dhaka zurückzubleiben. Bis nach einer darauffolgenden schweren Erkrankung von beiden scheint die Beziehung zwischen Anandamayi Ma und ihrem Ehemann Bholanath hin und wieder im Spannungsfeld zwischen der traditionell übergeordneten Rolle des Ehemannes und Anandamayi Mas übergeordneter Position als Lehrerin gestanden zu haben. Es scheint, dass nach der Genesung von beiden die Meister-Schüler-Beziehung zwischen Anandamayi Ma und Bholanath gefestigt war und Bholanath Anandamayi Mas khayāls kaum noch im Wege stand. Auf jeden Fall gehorchte Bholanath am 2. Juni 1932 Anandamayi Mas aus heiterem Himmel kommender Anweisung, mit ihr zusammen Dhaka für unbestimmte Zeit den Rücken zuzukehren und ziellos als Pilger herumzureisen. So begann an diesem Tag Anandamayi Mas „unendliche“ Pilgerreise, die noch für weitere fünfzig Jahre auf dem indischen Subkontinent fortgesetzt werden sollte.

### Unendliche Pilgerreise: Anandamayi Mas Präsenz auf dem indischen Subkontinent (1932–1982)
Nachdem Anandamayi Ma mit ihrem Ehemann und ihrem treuen Schüler Bhaiji unerwartet Dhaka verlassen hatte, ließ sie sich in Nordindien in der Nähe von Dehradun nieder. Es ging nicht lange, bis sich in der Gegend rumsprach, dass eine „bengalische Mutter“ in einem verlassenen Shiva-Tempel wohne. Wo immer Anandamayi Ma hinging, fühlten sich viele Menschen von ihrer Präsenz angezogen, so dass sich im Nu neue Anhänger-Kreise bildeten. In den 1930er-Jahren wurde Kamala Nehru, die erste Frau von Jawaharlal Nehru, Schülerin von Anandamayi Ma. 1938 verstarb ihr Ehemann Bholanath an Pocken. In den 1940er-Jahren traf Anandamayi Ma mehrmals Mahatma Gandhi, welcher sie bat, in seinem Ashram zu leben. Eine ihrer Biographen, eine Professorin für Philosophie, schreibt: „Alle Männer und Frauen in einflussreichen Positionen kamen früher oder später mit Anandamayi Ma in Kontakt. Trotz ihrer beanspruchenden Aufgabe im Umgang mit Laien und Sadhus, nahm sie sich auch für die politischen und wirtschaftlichen Führer des Landes Zeit.“
Ab den 1950er-Jahren ist mit der Gründung eines offiziellen Hauptsitzes der „Sri Sri Ma Anandamayi Sangh“ in Varanasi der Beginn eines Institutionalisierungsprozess zu verzeichnen. Am Gründungstag dieser Gemeinschaft (Sangha) nahmen mehr als fünftausend Schüler Anandamayi Mas teil. In dieser Zeit reiste Anandamayi Ma auch zum zweiten Mal nach Süd-Indien, wo sie von den großen Tempeln wie Sri Rangam wie eine Königin empfangen wurde. Anlässlich dieser Besuche in den großen Tempeln versammelten sich zehntausend Menschen, die Anandamayi Ma sehen wollten. Zunehmend mussten sich viele Anhänger von Anandamayi Ma damit abfinden, dass diese aufgrund ihrer Popularität nicht mehr so einfach aufzusuchen war. Anandamayi Ma, die bisher spontan herumreiste, wurde passiver und erlaubte ihrem Management, sie dort hinzubringen, wo es den Menschen am besten diente. Dazu bildete sich auch ein Netz von Ashrams in Indien, wo (teils bis in die Gegenwart) spirituelle Programme stattfanden, bei denen aus den heiligen Schriften (śāstra) gelesen, meditiert und kīrtan gesungen wurde.
Am 27. August 1982 „verlässt Anandamayi Ma ihren Körper“ – wie ihre Anhänger sagen – im selben Ashram in Dehradun, wo vierundvierzig Jahre zuvor ihr Ehemann Bholanath verschied. Ihre letzte Anweisung auf dem Sterbebett soll gelautet haben: „Wo immer du dich gerade befindest, vertiefe dich gesammelt in spiritueller Praxis“. Indira Gandhi, die damalige Ministerpräsidentin von Indien, hinterließ folgende Beileidsbezeugung im Ashram: „Anandamayi Ma war die lebendige Verkörperung von Hingabe und Liebe. Allein die flüchtige Wahrnehmung ihrer Gegenwart löste zahlreiche Probleme. Sie sah den Dienst an der leidenden Menschheit als Ihre wahre Religion an. Ihre spirituell kraftvolle Persönlichkeit war eine Quelle großartiger Führung für alle Menschen. Ich verneige mich vor Ihr.“

## Lehre

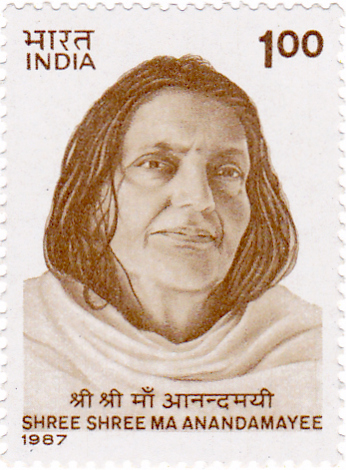
Briefmarke zu Ehren Anandamayi Mas aus dem Jahr 1987

Ma bereiste über 50 Jahre lang den indischen Subkontinent. Ihre Anhänger errichteten 28 Ashrams in Indien, Europa und den Vereinigten Staaten (Hawaii). Sie gründeten die Sri Sri Anandamayi Sangha in Varanasi. Ma lehrte die Einheit aller Religionen und sprach damit Menschen verschiedener Religionen an.
Ma hielt keine Vorträge, antwortete aber auf Fragen. Ihre Ratschläge richteten sich meist individuell an den jeweiligen Fragesteller. Sie lehrte sowohl ein Leben der Entsagung als Yogi (Asket) als auch das spirituelle Leben in einer Familie. Sie empfahl jedem täglich zu meditieren. Der Kern ihrer Lehre lautete: „Die höchste Berufung eines Menschen besteht darin, nach Selbstverwirklichung zu streben. Alle anderen Verpflichtungen sind zweitrangig.“ Allen Menschen, die konsequent jeden Tag 15 Minuten spirituell üben, versprach sie ihren Segen.
Sie liebte es, Geschichten zu erzählen, zu singen, zu tanzen und zu lachen: „Wann immer ihr die Gelegenheit habt, lacht so viel ihr könnt.“
Anandamayi Ma fasste einmal einen zentralen Aspekt ihrer Lehre in folgenden Worten zusammen: „Die höchste Berufung eines jeden Menschen ist es, nach Selbstverwirklichung zu streben. Alle anderen Verpflichtungen sind zweitrangig“ und „nur Handlungen, die die göttliche Natur des Menschen entfachen, sind des Wortes ‚Handlungen‘ würdig“. Sie riet jedoch nicht jedem, ein „Entsagter“ zu werden. Sie wies spirituelle Argumente und Kontroversen mit den Worten zurück: „Jeder hat von seinem eigenen Standpunkt aus Recht“. Sie gab keine formellen Einweihungen und lehnte es ab, als Guru bezeichnet zu werden, da sie behauptete, dass „alle Wege meine Wege sind“ und „ich keinen bestimmten Weg habe“.
Auch vertrat sie nicht die gleichen spirituellen Methoden für alle: „Wie kann man dem Unendlichen Grenzen setzen, indem man erklärt, dies sei der einzige Weg - und warum sollte es dann so viele verschiedene Religionen und Sekten geben? Weil Er sich durch jeden dieser Wege sich selbst gibt, damit jeder Mensch entsprechend seiner angeborenen Natur vorankommt.“
Ma sagte weiters, dass alle Formen von Sadhana, bekannte und unbekannte, ihr einfach in Form eines Lilas (göttliches Spiels) erschienen seien, ohne dass sie sich bewusst darum bemüht hätte. Daher könne ihr Sadhana nicht in einen bestimmten Bereich eingeteilt werden, denn das würde bedeuten, dass sie irgendwie auf diesen Bereich beschränkt, und ihre Meisterschaft begrenzt wäre.
Ma begrüßte und unterhielt sich mit Anhängern verschiedener Pfade und Religionen – Shaivaiten, Vaishnaviten, Tantriker, Islam, Christentum, Judentum, Sikhismus, Buddhismus, Zoroastrismus. Jeder war willkommen, und sie fühlte sich gleichermaßen wohl, wenn sie Praktizierende verschiedener Glaubensrichtungen anleitete. Noch heute wird sie von der muslimischen Bevölkerung Kheoras als „unsere eigene Ma“ bezeichnet.
Ma lehrte, wie man ein gottbezogenes Leben in der Welt führen könne, und lieferte die lebendige Inspiration, die es Tausenden ermöglichte, dieses höchst edle Ideal anzustreben. Sie setzte sich auch für die spirituelle Gleichberechtigung der Frauen ein; so öffnete sie zum Beispiel das Ritual des „sacred thread“, das jahrhundertelang nur von Männern durchgeführt worden war, für Frauen (allerdings nur für diejenigen, die die moralischen und persönlichen Voraussetzungen erfüllten). Ihr Lehrstil umfasste neben langen Reden, stiller Meditation und der empfohlenen Lektüre von Schriften auch Witze, Lieder und Anweisungen für das tägliche Leben.
Ma sprach häufig von sich selbst in der dritten Person, entweder als „dieser Körper“ oder als „dieses kleine Mädchen“, was im Hinduismus eine gängige spirituelle Praxis ist, um sich vom Ego loszulösen. Diese Praxis sowie ihre Sicht auf sich selbst spiegelt sich auch in einer Begegnung mit Paramahamsa Yogananda, der von dieser in seiner Autobiografie berichtet:

„„Vater, es gibt wenig zu erzählen.“ Sie breitete ihre zierlichen Hände in einer abwertenden Geste aus. „Mein Bewusstsein hat sich nie mit diesem vorübergehenden Körper verbunden. Bevor ich auf diese Erde kam, Vater, war ich dieselbe. Als kleines Mädchen war ich dieselbe. Ich wuchs zur Frau heran, aber ich war immer noch dieselbe. Als die Familie, in die ich hineingeboren wurde, Vorkehrungen traf, um diesen Körper zu verheiraten, war ich noch dieselbe... Und, Vater, jetzt, wo ich vor dir stehe, bin ich dieselbe. Auch wenn sich der Tanz der Schöpfung um mich herum in der Halle der Ewigkeit ändert, werde ich immer dieselbe sein.““

Die Publikationsabteilung der Sri Sri Anandamayi Sangha in Varanasi veröffentlicht ihre Lehren regelmäßig in der vierteljährlich erscheinenden Zeitschrift Amrit Varta in Englisch, Hindi, Gujarati und Bengali. Die Sri Sri Anandamayi Sangha in Haridwar organisiert die jährliche Samyam Mahavrata Versammlung, um sich eine Woche lang der gemeinsamen Meditation, dem religiösen Diskurs und der hingebungsvollen Musik zu widmen.